# Stazione di Norma-Ninfa
La stazione di Norma-Ninfa era una stazione ferroviaria posta sulla linea Velletri-Terracina. Sita nelle vicinanze del Giardino di Ninfa, serviva il centro abitato di Norma.